# Älvrostjärnen
Älvrostjärnen är en sjö i Älvdalens kommun i Dalarna och ingår i Dalälvens huvudavrinningsområde. Sjön har en area på 0,157 kvadratkilometer och ligger 464,2 meter över havet.

## Delavrinningsområde
Älvrostjärnen ingår i det delavrinningsområde (685807-134704) som SMHI kallar för Inloppet i Älvrosfjorden. Medelhöjden är 458 meter över havet och ytan är 4,54 kvadratkilometer. Räknas de 241 avrinningsområdena uppströms in blir den ackumulerade arean 2 487,89 kvadratkilometer. Avrinningsområdets utflöde Dalälven (Österdalälven) mynnar i havet. Avrinningsområdet består mestadels av skog (90 procent). Avrinningsområdet har 0,36 kvadratkilometer vattenytor vilket ger det en sjöprocent på 7,9 procent.